# Église Saint-Pierre-et-Saint-Paul de Grošnica
Pour les articles homonymes, voir Église Saint-Pierre-et-Saint-Paul.
L'église Saint-Pierre-et-Saint-Paul de Grošnica (en serbe cyrillique : Црква Светих Петра и Павла у Грошници ; en serbe latin : Crkva Svetih Petra i Pavla u Grošnici) est une église orthodoxe serbe située à Grošnica, dans le district de Šumadija, sur le territoire de la ville de Kragujevac et dans la municipalité de Stanovo en Serbie. Elle est inscrite sur la liste des monuments culturels protégés de la république de Serbie (identifiant no SK 1689).

## Présentation
L'église a été construite en 1857, sous le second règne du prince Miloš Obrenović, à une époque où l'esprit romantique atteignait son apogée dans la culture et les arts en Serbie.
De plan basilical, elle est surmontée d'un dôme central octogonal. La façade occidentale est dominée par un clocher baroque haut de 15 m, tandis que l'est est doté d'une abside demi-circulaire. À l'intérieur, les voûtes sont en demi-berceau.
Le traitement des façades s'inspire d'éléments empruntés aux édifices religieux serbes traditionnels. Constituées de pierres et de grès, elles sont décorées d'une corniche moulurée sous laquelle court un cordon orné d'arcades reposant sur des consoles. Les fenêtres cintrées et le portail décoratif contribuent à l'ornementation de l'édifice.
L'intérieur de l'église est traité avec sobriété, sans fresques ou autre décoration murale. L'iconostase a été réalisée en 1959 et peinte en 1990 par Adonis Stergiou. Dans l'église se trouve une plaque commémorative en marbre avec le nom des habitants de Grošnica et des villages alentour morts entre 1912 et 1918.